# Tchernivtsi (oblast de Vinnytsia)
Tchernivtsi (ukrainien : Чернівці) est une commune urbaine de l'oblast de Vinnytsia, en Ukraine. Elle compte 2 483 habitants en 2022.